# Woodburn (comté de Fairfax, Virginie)
Pour les articles homonymes, voir Woodburn.
Woodburn est une census-designated place située dans le comté de Fairfax, dans l’État de Virginie, aux États-Unis. Lors du recensement de 2020, elle comptait 8 797 habitants.